# إدارة تهيئة البرمجيات
في هندسة البرمجيات، تعد إدارة تهيئة البرمجيات وتختصر إلى (SCM أو S / W CM)  مهمة تتبع التغييرات في البرنامج والتحكم بها، وهي جزء من مجال إدارة التهيئة الأكبر متعدد التخصصات. تتضمن ممارسات إدارة تهيئة البرمجيات التحكم في المراجعة ووضع خطوط الأساس وإذا حدث خطأ ما، يمكن لـ إدارة تهيئة البرمجيات تحديد ما تم تغييره ومن قام بتغييره إذا كان التهيئة يعمل بشكل جيد، يمكن لإدارة تهيئة البرمجيات تحديد كيفية نسخه عبر العديد من المضيفين.
كما يتم توسيع الاختصار "SCM" أيضًا كعملية «إدارة تهيئة المصدر» و«تغيير البرمجيات وإدارة التكوين». ومع ذلك، فإن «التكوين» يفهم بشكل عام على أنه يغطي التغييرات التي يقوم بها عادةً مسؤول النظام.

## المقصد
أهداف إدارة تهيئة البرمجيات بشكل عام هي:[بحاجة لمصدر]
- تحديد التهيئة - التعرف على التكوينات وعناصر التهيئة وخطوط الأساس.
- التحكم في التهيئة - تنفيذ عملية تغيير خاضعة للتحكم ويتم تحقيق ذلك عادةً من خلال إعداد لوحة تحكم للتغيير تكون وظيفتها الأساسية الموافقة على جميع طلبات التغيير التي يتم إرسالها مقابل أي خط أساس أو رفضها.
- حساب حالة التهيئة - تسجيل جميع المعلومات اللازمة عن حالة عملية التطوير والإبلاغ عنها.
- مراجعات التهيئة - التأكد من أن التكوينات تحتوي على جميع الأجزاء المقصودة وأن تكون سليمة فيما يتعلق بالمستندات المحددة، بما في ذلك المتطلبات والمواصفات المعمارية وأدلة المستخدم.
- إدارة البناء - إدارة العملية والأدوات المستخدمة في الإصدارات.
- إدارة العمليات - ضمان الالتزام بعملية تطوير المنظمة.
- إدارة البيئة - إدارة البرامج والأجهزة التي تستضيف النظام.
- العمل الجماعي - تسهيل تفاعلات الفريق المرتبطة بالعملية.
- تتبع العيوب - التأكد من أن كل عيب يمكن تتبعه إلى المصدر.

مع إدخال الحوسبة السحابية، تم دمج أغراض أدوات إدارة تهيئة البرمجيات في بعض الحالات فقد أصبحت أدوات إدارة تهيئة البرمجيات نفسها أجهزة افتراضية يمكن استنساخها كآلات افتراضية وحفظها بالحالة والإصدار. يمكن للأدوات تصميم وإدارة الموارد الافتراضية المستندة إلى السحابة، بما في ذلك الأجهزة الافتراضية ووحدات التخزين وحزم البرمجيات وقد اندمجت أدوار ومسؤوليات الجهات الفاعلة وأصبح المطورين الآن قادرون على إنشاء الخوادم الافتراضية والموارد ذات الصلة بشكل ديناميكي.

## التاريخ
يمكن تتبع تاريخ إدارة تهيئة البرمجيات (SCM) في الحوسبة في أوائل الخمسينيات من القرن الماضي، عندما كان تطبيق CM (لإدارة التكوين)، في الأصل لتطوير الأجهزة ومراقبة الإنتاج، وقد تم تطبيقه على تطوير البرمجيات وكانت البرمجيات السابقة لها بصمة فعلية، مثل البطاقات والأشرطة والوسائط الأخرى. فقد كانت إدارة تهيئة البرمجيات الأولى عملية يدوية، ومع التقدم في اللغة والتعقيد، أصبحت هندسة البرمجيات، التي تنطوي على إدارة التهيئة وغيرها من الأساليب مصدر قلق كبير بسبب مسائل مثل الجدول الزمني والميزانية والجودة وقد أدت الدروس العملية على مر السنين إلى تحديد ووضع الإجراءات والأدوات وفي نهاية المطاف أصبحت الأدوات أنظمة لإدارة تغييرات البرامج  وقد عرضت الممارسات على نطاق الصناعة بوصفها حلولًا إما بطريقة مفتوحة أو بطريقة ملكية (مثل نظام التحكم في المراجعة) ومع الاستخدام المتزايد لأجهزة الكمبيوتر ظهرت أنظمة تتعامل مع نطاق أوسع يتضمن إدارة المتطلبات وبدائل التصميم مراقبة الجودة والمزيد ثم اتبعت الأدوات الحديثة المبادئ التوجيهية للمؤسسات، مثل نموذج نضج القدرات لمعهد هندسة البرمجيات.

## روابط خارجية
- SCM و ISO 9001 بواسطة روبرت بامفورد وويليام ديبلر، SSQC
- استخدام الحالات وتنفيذ إدارة دورة حياة التطبيق
- استراتيجيات التنمية الموازية لإدارة تهيئة البرمجيات